# Carcelia pallensa
Carcelia pallensa là một loài ruồi trong họ Tachinidae.